# Hendrik Bolhuis

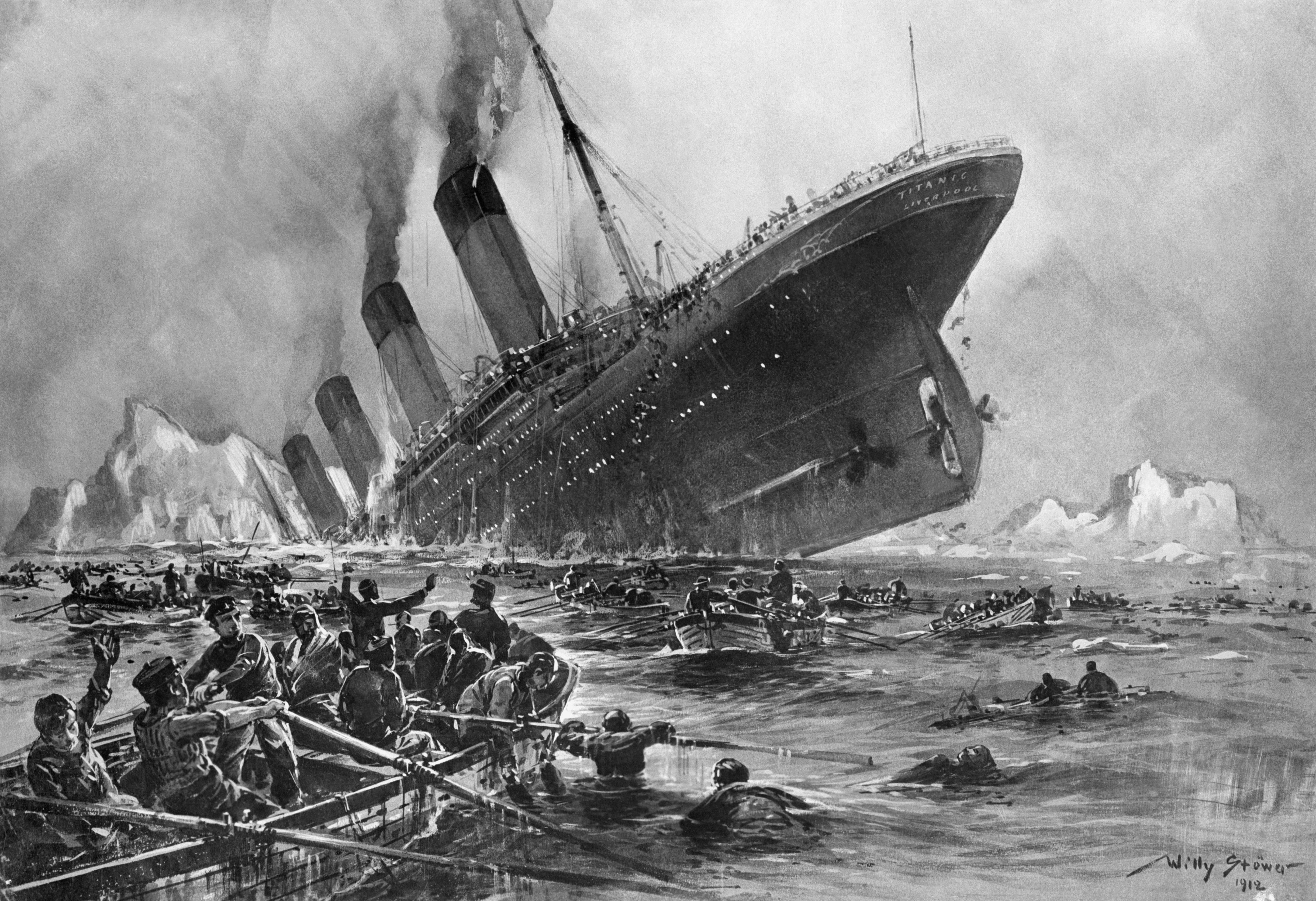
El hundimiento del RMS Titanic, ilustración de 1912.

Hendrik (Hennie) Bolhuis ( Wittewierum, 26 de diciembre de 1884 - Océano Atlántico, 15 de abril de 1912) fue un cocinero holandés a bordo del Titanic. Al igual que los otros dos pasajeros holandeses a bordo, el empresario jhr. Johan George Reuchlin y el fogonero Wessel van der Brugge, no sobrevivió al desastre. 

## Vida y trabajo
Bolhuis nació en 1884 como hijo de Hindrik Bolhuis, un mozo de cuadra, y su esposa Anje Kooima. Creció en la ciudad de Groninga, donde sus padres abrieron una tienda de comestibles en Steentilstraat. Durante varios años trabajó como sirviente de un panadero en la Oude Ebbingestraat, donde también se fue a vivir en habitaciones alquiladas. Después probablemente siguió un curso de cocina en Utrecht. Tras la muerte de sus padres en 1910, salió al mundo. Trabajó en hoteles en Montecarlo, París y Ostende. El hermoso Hennie, como era apodado, se unió a la White Star Line como cocinero a finales de 1911, a bordo del RMS Olympic. En 1912, se convirtió en miembro del personal de cocina a bordo del Titanic, trabajando como cocinero de la despensa (que eran los encargados de los platos fríos, sándwiches, aperitivos, cócteles) en la cocina del restaurante a la carta. Como cocinero en una brigada de cocina, Bolhuis tenía pocas posibilidades de sobrevivir al desastre. Los pasajeros tenían preferencia sobre la tripulación y se informa que los mayordomos y sobrecargos cerraron el acceso desde los camarotes de los empleados del restaurante a la carta, considerado aparte, para que no ocuparan espacio en los botes salvavidas. De los más de sesenta empleados del restaurante, solo tres sobrevivirían al desastre, las dos cajeras y el recepcionista. 
Su cuerpo, si es que se recuperó, nunca fue identificado. En la última carta escrita a casa, informaba que regresaría en marzo o abril. El único hermano de Bolhuis, Klaas, no se enteró de la muerte de su hermano hasta el verano de 1912. Recibió el resto de la cuenta de ahorros de Bolhuis y parte del salario atrasado de la White Star Line. Colocó entonces una nota necrológica en el Nieuwsblad van het Noorden: "Hoy, 22 de julio, recibimos desde Montecarlo la triste noticia de que nuestro querido hermano Hendrik, a la edad de 27 años, en el hundimiento del "Titanic", el 14 de abril lamentablemente perdió la vida." 
El 14 de abril de 2012, cien años después del hundimiento del Titanic, el alcalde Peter Rehwinkel inauguró un monumento de hielo, muy temporal, en memoria de Bolhuis en el Museo Marítimo del Norte en Groninga. En el otoño de 2012, el mismo museo organizó una exposición titulada Los holandeses a bordo del Titanic.